# Tribunal Suprem d'Àustria
El Tribunal Suprem d'Àustria (en alemany: Oberster Gerichtshof) és un òrgan institucional previst en la constitució Austríaca de 1920 encarregat d'avaluar la constitucionalitat de la legislació, garantint els drets constitucionals dels ciutadans i de vetllar per l'ordre a nivell federal d'Àustria. La seva seu se situa a Viena, la capital de l'Estat, al palau de justícia de Viena.
L'òrgan de presa de decisions del Tribunal Suprem és el Plenari (Plenum), que està format per 14 jutges nomenats pel president, una part dels quals són elegits pel Govern federal (president, vicepresident i sis membres més) i l'altra és triada pel Parlament federal, de manera paritària entre cadascuna de les Cambres (tres membres cada Cambra). Hi ha a més sis suplents que poden substituir als jutges titulars en cas de malaltia o incompatibilitat (conflicte d'interessos) amb un determinat cas a tractar. Els casos de menor envergadura jurídica poden ser abordats en un comitè reduït del Plenari (kleine Beseztung).
El Tribunal Suprem compta també amb una Oficina de Documentació (Evidenzbüro) i una Oficina Administrativa (Geschäftsstelle) que faciliten les tasques burocràtiques de l'òrgan.